# Erin O'Toole
Erin Michael O'Toole (Montréal, 22 gennaio 1973) è un politico canadese, leader del Partito Conservatore dal 24 agosto 2020 al 2 febbraio 2022.

## Biografia
Nato a Montréal e cresciuto tra Port Perry e Bowmanville, O'Toole si è arruolato nelle forze armate canadesi nel 1991 e ha studiato presso il Royal Military College (RMC) fino al 1995. È stato dislocato all'Air Command svolgendo i ll ruolo di come navigatore aereo, raggiungendo infine il grado di capitano. Dopo il suo servizio militare, ha conseguito una laurea in legge, esercitando la professione per quasi un decennio fino a quando è stato eletto membro del Parlamento nel collegio di Durham alle elezioni suppletive del 2012. Nel 2015 O'Toole è stato per poco tempo ministro nel governo Harper. Nel 2017 si è candidato alle primarie per la leadership del partito, arrivando terzo.
Dopo che Scheer si è dimesso da leader del partito conservatore alla fine del 2019, O'Toole alle successive primarie, ha sconfitto l'ex ministro Peter MacKay ottenendo leadership del partito nel agosto 2020. Il 2 febbraio 2022, O'Toole è stato estromesso dalla carica di leader in una votazione dei parlamentari conservatori, secondo i termini del Reform Act.